# Thomas Rhodes Armitage

Thomas Rhodes Armitage

Thomas Rhodes Armitage (* 1824 in Filgate Hall in Sussex; † 23. November 1890 in London) ist der Gründer des Royal National Institute of Blind People.

## Leben
Thomas Rhodes Armitage studierte mit 16 Jahren in London Medizin. Nach dem Studium der Medizin und langjähriger Tätigkeit als Arzt war Armitages Augenlicht so geschwächt, dass er sich 1860 aus seinem Beruf zurückzog.
1865 wurde er als Missionar vom Komitee der Indigent Blind Visiting Society angestellt und reorganisierte diese Gesellschaft. In der Folge hatte er großen Einfluss auf die Einführung einer Blindenschrift in Großbritannien. Gemeinsam mit einigen anderen wohlhabenden blinden Menschen  rief er 1868 die British and Foreign Blind Association ins Leben, deren Ziel es war, eine einheitliche Blindenschrift für Europa und die ganze Welt zu etablieren. Die größten Vorteile bot dabei die Braille-Schrift.
Ein großer Erfolg Armitages war die Neugründung einer Musikschule für blinde Menschen. Diese Einrichtung bot Blinden die Möglichkeit durch die Ausübung ihrer Künste Selbständigkeit zu erlangen und sich die Basis für ein eigenes Einkommen zu schaffen. 
Auf Armitages Initiative hin wurde auch die erste Flugschrift in Braille gedruckt, aus der sich später die Blindenzeitung „Progress“ entwickelte.
Die von Armitage mitbegründete Blindenvereinigung wurde mit der Zeit eine Anlauf- und Koordinationsstelle für Erfindungen für Blinde aus aller Welt. Armitage widmete nicht nur viel Energie, sondern auch fast sein ganzes Vermögen der Verbesserung des Blindenwesens. Er starb am 23. November 1890 in London.